# Донован Бейлі
Донован Бейлі (англ. Donovan Bailey; нар. 16 грудня 1967, Манчестер, Ямайка) — канадський легкоатлет, що спеціалізується на спринті, дворазовий олімпійський чемпіон 1996 року, триразовий чемпіон світу.

## Кар'єра
| Рік                | Змагання                     | Місто              | Місце              | Дисципліна            | Примітки           |
| Представник Канада | Представник Канада           | Представник Канада | Представник Канада | Представник Канада    | Представник Канада |
| ------------------ | ---------------------------- | ------------------ | ------------------ | --------------------- | ------------------ |
| 1995               | Чемпіонат світу в приміщенні | Барселона, Іспанія | 4                  | біг на 200 метрів     | 21.08              |
| 1995               | Чемпіонат світу              | Гетеборг, Швеція   | 1                  | біг на 100 метрів     | 9.97               |
| 1995               | Чемпіонат світу              | Гетеборг, Швеція   | 1                  | естафета 4×100 метрів | 38.31              |
| 1996               | Олімпійські ігри             | Лос-Анджелес, США  | 1                  | біг на 100 метрів     | 9.84               |
| 1996               | Олімпійські ігри             | Лос-Анджелес, США  | 1                  | естафета 4×100 метрів | 37.69              |
| 1997               | Чемпіонат світу              | Афіни, Греція      | 2                  | біг на 100 метрів     | 9.91               |
| 1997               | Чемпіонат світу              | Афіни, Греція      | 1                  | естафета 4×100 метрів | 37.86              |
| 1999               | Панамериканські ігри         | Вінніпег, Канада   | 2                  | естафета 4×100 метрів | 38.49              |
| 1999               | Чемпіонат світу              | Севілья, Іспанія   | —                  | естафета 4×100 метрів | DSQ                |
| 2000               | Олімпійські ігри             | Сідней, Австралія  | 8 (чвертьфінал)    | біг на 100 метрів     | 11.36              |
| 2001               | Чемпіонат світу              | Едмонтон, Канада   | 6 (півфінал)       | біг на 100 метрів     | 10.33              |